# دونالد فيربيرن
دونالد فيربيرن (بالإنجليزية: Donald Fairbairn)‏ هو مؤرخ الدين أمريكي، ولد في 31 أغسطس 1963.